# Art Ross
Arthur Howie „Art“ Ross (* 13. Januar 1886 in Naughton, Ontario; † 5. August 1964 in Medford, Massachusetts, Vereinigte Staaten) war ein kanadischer Eishockeyspieler und -trainer. In der National Hockey League absolvierte er drei Spiele für die Montreal Wanderers und war der erste Cheftrainer und General Manager der Boston Bruins.

## Karriere

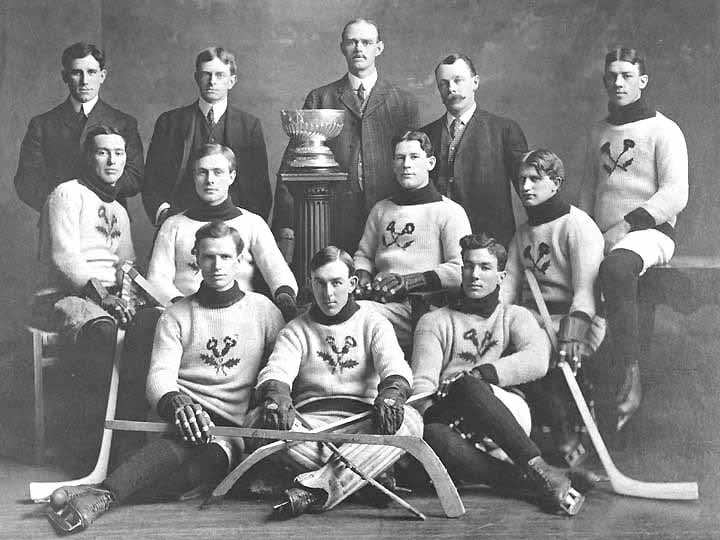
Art Ross (1. Reihe, ganz rechts) mit den Kenora Thistles im Januar 1907

Ross wuchs in Montreal auf und lernte dort das Eishockeyspielen. Er spielte für verschiedene Teams in Montreal, Brandun und Kenora. Ab 1907 spielte er meist für die Montreal Wanderers, mit Abstechern zu den Cobalt Silver Kings (TPHL), Haileybury Comets (NHA) und den Ottawa Senators (NHA). Als Spieler gewann er zweimal den Stanley Cup, 1907 mit den Kenora Thistles und 1908 mit den Montreal Wanderers. Auch als die NHL 1917 gegründet wurde, war er noch in Montreal, aber nach einem Stadionbrand war die Saison der Wanderers und auch seine Karriere als Spieler beendet.

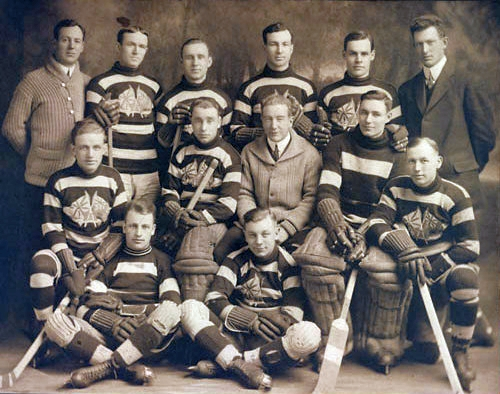
Art Ross (letzte Reihe, 3. v. r.) während der Saison 1914/15

Später versuchte er sich als Schiedsrichter und leitete sogar ein Finalspiel um den Stanley Cup. Nach diesem Spiel lernte er Charles Adams den späteren ersten Besitzer der Boston Bruins kennen. Die beiden verstanden sich gut, und Adams war sowohl von den Ansichten als auch dem Wissen über Eishockey das Ross hatte sehr beeindruckt. Als 1924 die Bruins sich als erstes amerikanisches Team der NHL anschlossen, holte Adams ihn als Trainer und General Manager. In seinen 30 Jahren als General Manager bis 1954 hatte er sich bis 1945 dreimal einen anderen Trainer geholt, doch spätestens zwei Jahre später stand er wieder selbst hinter der Bande. Er vertrat hierbei immer die Ansicht, dass er den Spielern nicht das Eishockeyspiel lehren müsse und beschränkte sein Tun weitgehend auf die taktische Einstellung der Mannschaft. Er verstand es auch vortrefflich seine Spieler einzustellen und wusste bei jedem, wie er ihn zu nehmen hatte. Er wusste auch, wie er seine Spieler am besten einsetzen konnte. So stellte er den einstigen Angreifer Dit Clapper in die Verteidigung, was dessen Karriere um einige Jahre verlängerte. Den jungen Verteidiger Woody Dumart machte er zum Flügelstürmer in der später legendären Kraut Line. In der ersten Playoff-Runde der Saison 1938/39 brachte er in seiner ersten Angriffsreihe um Topscorer Bill Cowley, den kleinen Mel Hill, der beim Gegner, den New York Rangers aussortiert worden war. Sudden Death Hill entschied die Finalserie mit drei Toren in Overtime.
Im Team war Milt Schmidt einer seiner Zöglinge, während er mit Eddie Shore zahlreiche private Fehden austrug. Sein größter Widersacher in der Liga war jedoch Torontos General Manager Conn Smythe. Während die beiden in jungen Jahren viele Kleinkriege miteinander ausgefochten hatten, söhnte man sich erst gegen Ende des Zweiten Weltkrieges miteinander aus.
Nach einem Spiel gegen die New York Americans 1931 waren es die überlegenen Bruins leid, dass der Gegner sich nur mit Weitschüssen befreite. Der Versuch, die NHL zu überzeugen, eine „Icing“-Regel einzuführen, scheiterte. Um der Forderung Nachdruck zu verleihen, brachte es das Team von Art Ross beim Rückspiel gegen die Americans auf 87 damals noch erlaubte Weitschüsse. Das Spiel endete 0:0.
Doch seine Verdienste für das moderne Eishockey gehen weit über die Aktivitäten in seinen Clubs hinaus. Art Ross setzte den Einsatz von Kunststoff-Pucks durch und erfand Tore, die von oben wie ein „B“ aussehen und in denen ein Netz hängt, um zu verhindern, dass der Puck wieder aus dem Tor springt. Ross war auch der erste Trainer, der einen Torwart durch einen sechsten Feldspieler ersetzte.
Art Ross wurde 1949 im Rahmen der Eröffnung der Hockey Hall of Fame in diese aufgenommen.
Die NHL ehrte ihn 1947 mit der Einführung der Art Ross Trophy, dem Pokal für den Topscorer der regulären Saison.

## Auszeichnungen
- 1939: First All-Star Team/Trainer
- 1938 und 1941: Second All-Star Team/Trainer
- 1949: Aufnahme in die Hockey Hall of Fame
- 1984: Lester Patrick Trophy